# Championnat d'Europe 1993 de football américain
Navigation
1991 1995
Le Championnat d'Europe 1993 de football américain (en anglais, 1993 American Football European Championship) est la 6e édition du Championnat d'Europe de football américain. Il s'agit d'une compétition continentale de football américain mettant aux prises les sélections nationales européennes affiliées à l'EFAF.
La phase finale de cette édition a eu lieu à  Telgate en Italie du 22 juillet au 24 juillet 1993.
C'est l'équipe de Finlande qui remporte la compétition pour la deuxième fois de son histoire (l'équipe de Grande-Bretagne était la détentrice du titre).

## Éviction de l'équipe britannique
En 1992, la fédération britannique a quitté l'EFL pour un certain nombre de raisons, notamment :
- les coûts élevés d'affiliation et de participation aux tournois continentaux ;
- le refus de l'EFL d'admettre l'appel des Bulls de Birmingham concernant des irrégularités présumées dans l'enregistrement de certains joueurs des Crusaders d'Amsterdam qui les avaient battus lors de l'édition 1992 du championnat d'Europe des clubs :
- l'interdiction imposée par l'EFL d'admettre des personnes non européennes à leur conseil, avec pour conséquence l'exclusion du représentant de la fédération britannique, l'américain Ron Weisz ;

L'équipe de Grande-Bretagne de football américain n'a donc pu défendre son titre  de champion d'Europe des nations 1991. Au niveau des clubs, les London Olympians (également champions en titre) ont pu participer à l'édition 1993 de l'EFL.

## Phase éliminatoire
Fin 1992, les équipes des Pays-Bas et de Suède se sont affrontées en match aller-retour. Le vainqueur (la Suède, 43-30) s'est qualifié pour le tournoi final en Italie en 1993.
| Date              | Lieu    | Domicile | Résultat | Extérieur |
| ----------------- | ------- | -------- | -------- | --------- |
| 18 octobre 1992   | Malmö   | Suède    | 30 - 12  | Pays-Bas  |
| 1er novembre 1992 | La Haye | Pays-Bas | 18 - 13  | Suède     |

## Équipes participantes
| # | Équipe    | Motif de la qualification                       | Dernière participation |
| - | --------- | ----------------------------------------------- | ---------------------- |
| 1 | Finlande  | 2e de l'Euro 1991                               | Euro 1991              |
| 2 | Allemagne | -                                               | Euro 1989              |
| 3 | Italie    | Pays organisateur                               | Euro 1989              |
| 4 | Suède     | Vainqueur des éliminatoires contre les Pays-Bas | Inédit                 |

## Les matchs
|  | Demi-finales              | Demi-finales              |                        |    | Finale                    | Finale                    |
|  | Demi-finales              | Demi-finales              |                        |    | Finale                    | Finale                    |
|  |                           |                           |                        |    |                           |                           |
|  | 21 juillet 1993 à Telgate | 21 juillet 1993 à Telgate |                        |    | 24 juillet 1993 à Telgate | 24 juillet 1993 à Telgate |
|  | 21 juillet 1993 à Telgate | 21 juillet 1993 à Telgate |                        |    | 24 juillet 1993 à Telgate | 24 juillet 1993 à Telgate |
|  | Italie                    | 9                         |                        |    | 24 juillet 1993 à Telgate | 24 juillet 1993 à Telgate |
|  | Italie                    | 9                         |                        |    | 24 juillet 1993 à Telgate | 24 juillet 1993 à Telgate |
|  | Suède                     | 0                         |                        |    | 24 juillet 1993 à Telgate | 24 juillet 1993 à Telgate |
|  | Suède                     | 0                         | Italie                 | 7  |                           |                           |
|  | 22 juillet 1993 à Telgate |                           | Italie                 | 7  |                           |                           |
|  |                           | Finlande                  | 17                     |    |                           |                           |
|  | Finlande                  | Finlande                  | 17                     | 10 |                           |                           |
|  | Finlande                  |                           |                        | 10 |                           |                           |
|  | Allemagne                 | 0                         |                        |    |                           |                           |
|  | Allemagne                 | 0                         | Match pour la 3e place |    |                           |                           |
|  |                           |                           |                        |    |                           |                           |
|  | 24 juillet 1993 à Telgate |                           |                        |    |                           |                           |
|  |                           |                           |                        |    |                           |                           |
|  | Suède                     | 3                         |                        |    |                           |                           |
|  | Suède                     | 3                         |                        |    |                           |                           |
|  | Allemagne                 | 21                        |                        |    |                           |                           |
|  | Allemagne                 | 21                        |                        |    |                           |                           |